# Johan av Brandenburg-Kulmbach
Johan av Brandenburg-Kulmbach, kallad Johan Alkemisten, född 1406, död 16 november 1464 på Scharfenecks slott i Baiersdorf, var regerande markgreve av Brandenburg-Kulmbach från 1437 till 1457. Han var äldste son till kurfurst Fredrik I av Brandenburg och medlem av huset Hohenzollern.

## Biografi
Johan var äldste son till borggreve Fredrik VI av Nürnberg, sedermera kurfurste av Brandenburg som Fredrik I, i dennes äktenskap med Elisabet av Bayern-Landshut (1383–1442). Hans morfar var hertig Fredrik av Bayern-Landshut. Vid tidpunkten för Johans födelse var hans far fortfarande borggreve av Nürnberg. Johans yngre bröder var Fredrik II och Albrekt Akilles, båda sedermera kurfurstar av Brandenburg. 
Johan gifte sig 1416 med Barbara, dotter till hertig Rudolf III av Sachsen-Wittenberg. Äktenskapet hade förmedlats av kejsar Sigismund, som lovat att förläna Johan med kurfurstendömet Sachsen som efterträdare till huset Askanien. Kejsaren bröt dock löftet redan 1422 och kompenserade Johan med en penningsumma. Vid 20 års ålder fick han börja delta i faderns regeringsaffärer och utnämndes två år senare till ståthållare i markgrevskapet Brandenburg. Johan visade dock ingen större ambition för ära eller statskonst utan intresserade sig huvudsakligen för alkemi, till faderns besvikelse. Med Johans samförstånd ändrade fadern arvsföljden 1437, och stipulerade att det tidigare borggrevskapet Nürnberg som Johan III och Fredrik I regerat tillsammans före 1403 nu istället tillföll Johan. Vid faderns död 1440 efterträddes han som kurfurste av Brandenburg av Johans yngre bror Fredrik II.
Johan, som avstått sin förstfödslorätt och istället delat de Hohenzollerska arvländerna i Franken med sin yngste bror, Albrekt Akilles, tog Plassenburg i Kulmbach som sitt residens. Johan och Albrekt hade tillsammans genomfört en pilgrimsresa till Jerusalem 1435. 1457 avsade Johan sig även furstendömet Kulmbach. Då Johan saknade överlevande söner, kom Albrekt Akilles, som erhållit furstendömet Ansbach, att därefter regera Brandenburg-Ansbach och Brandenburg-Kulmbach i personalunion. Johan ägnade sina sista levnadsår åt studiet av alkemin och levde tillbakadraget i Franken.
I freden i Wittstock 1442 kunde Johan medverka till att avsluta en konflikt mellan Brandenburg och Mecklenburg om successions- och länsrättigheter efter att huset Werle dött ut med Vilhelm av Werles död 1436. Han kunde säkra Uckermark med Lychen med flera städer för Brandenburgs räkning, så att dessa i fortsättningen kom att betraktas som en permanent del av Brandenburg, och avtalade om Brandenburgs rätt till succession i det fall då det mecklenburgska furstehuset skulle dö ut på manssidan.
Johans dotter Dorotea gifte sig 1445 med den dansk-norsk-svenske unionskungen Kristofer av Bayern, av huset Wittelsbach. Denne utsåg svärfadern Johan till administrator av sina besittningar i Oberpfalz.

## Barn
I äktenskapet med Barbara av Sachsen-Wittenberg hade Johan följande barn:
- Barbara av Brandenburg (1422–1481), gift 1433 med markis Ludovico III Gonzaga av Mantua (1414–1478)
- Rudolf (född och död 1424)
- Elisabet av Brandenburg (1425–1465), gift 1) 1440 med hertig Joakim av Pommern (1427–1451) 2) 1454 med hertig Vartislav X av Pommern (1435–1478)
- Dorotea av Brandenburg (1430–1495), gift 1) 1445 med kung Kristofer av Sverige, Norge och Danmark (1416–1448) 2) med kung Kristian I av Sverige, Norge och Danmark (1426–1481)

Johan hade dessutom en utomäktenskaplig son, Fritz von Brandenburg, vars döttrar Magdalena och Franziska gifte sig med italienska grevar.